# 2948 Amosov
2948 Amosov eller 1969 TD2 är en asteroid i huvudbältet som upptäcktes den 8 oktober 1969 av den ryska astronomen Ljudmila Tjernych vid Krims astrofysiska observatorium på Krim. Den har fått sitt namn efter kardiologen Nikolaj Amosov.
Asteroiden har en diameter på ungefär tio kilometer.